# Troglohyphantes charitonovi
Troglohyphantes charitonovi là một loài nhện trong họ Linyphiidae.
Loài này thuộc chi Troglohyphantes. Troglohyphantes charitonovi được Andrei V. Tanasevitch miêu tả năm 1987.